# Блур, Дэвид
Дэвид (Дейвид) Чарлз Блур (род. 28 июня 1942, Дерби) — британский социолог, профессор и бывший директор отдела научных исследований Эдинбургского университета.

## Научная деятельность
Он является ключевой фигурой в социологии научного знания Эдинбургской школы и сыграл важную роль в развитии социологии науки и технологий. Более всего известен благодаря популяризации «Сильной программы» в социологии научного знания, прежде всего в своей книге Knowledge and Social Imagery. В 1996 году был награждён премией Джона Десмонда Бернала от Общества социальных исследований науки в знак признания его выдающихся заслуг.

#### Переводы работ на русский язык
- Блур Д. Витгенштейн как консервативный мыслитель // Философско-литературный журнал «Логос» : журнал  / пер. с англ. А. Веретенникова. — 2002. — № 5. — С. 1—18. — ISSN 2499-9628.
- Блур Д. Сильная программа в социологии знания // Философско-литературный журнал «Логос» : журнал  / пер. с англ. С. Гавриленко под ред. А. Толстова. — 2002. — Т. 5, № 6. — С. 1—24. — ISSN 2499-9628.
- Блур Д. Определение релятивизма // Epistemology & Philosophy of Science : журнал  / пер. с англ. П. А. Сафронова. — 2011. — Т. 30, № 4. — С. 16—31. — ISSN 2311-7133.
- Блур Д. Знание и социальное представление. Глава 6. Возможна ли альтернативная математика // Социология власти : журнал  / пер. с англ. Е. Напреенко. — 2012. — № 6—7. — С. 150—177. — ISSN 2413-144X.
- Блур Д. Анти-Латур // Философско-литературный журнал «Логос» : журнал  / пер. с англ. Г. Егорова. — 2017. — Т. 27, № 1 (116). — С. 85—134. — ISSN 2499-9628.
- Блур Д. Ответ Бруно Латуру // Философско-литературный журнал «Логос» : журнал  / пер. с англ. А. Писарева. — 2017. — Т. 27, № 1 (116). — С. 163—172. — ISSN 2499-9628.